# برادي كوربيت
برادي كوربيت (بالإنجليزية: Brady Corbet)‏ مواليد 17 أغسطس 1988 في سكوتسديل، الولايات المتحدة، هو ممثل ومخرج وكاتب سيناريو أمريكي بدأ مسيرته الفنية سنة 2000.

## الأعمال
- سوداوية
- سان لوران
- ذا كينغ أوف كوينز
- 24
- أوليف كيتريدج
- طفولة القائد

## الجوائز
| قائمة الجوائز والترشيحات | قائمة الجوائز والترشيحات            | قائمة الجوائز والترشيحات | قائمة الجوائز والترشيحات | قائمة الجوائز والترشيحات | قائمة الجوائز والترشيحات |
| السنة                    | المهرجان                            | الجائزة                  | عن                       | النتجة                   | مرجع                     |
| ------------------------ | ----------------------------------- | ------------------------ | ------------------------ | ------------------------ | ------------------------ |
| 2025                     | جوائز الأكاديمية البريطانية للأفلام | أفضل مخرج                | الوحشي                   | فوز                      | [ 6 ]                    |

## روابط خارجية
- برادي كوربيت على موقع IMDb (الإنجليزية)
- برادي كوربيت على موقع قاعدة بيانات الأفلام العربية
- برادي كوربيت على موقع ألو سيني (الفرنسية)
- برادي كوربيت على موقع ميوزك برينز (الإنجليزية)
- برادي كوربيت على موقع تيرنر كلاسيك موفيز (الإنجليزية)
- برادي كوربيت على موقع أول موفي (الإنجليزية)
- برادي كوربيت على موقع قاعدة بيانات الأفلام السويدية (السويدية)
- برادي كوربيت على موقع إن إن دي بي (الإنجليزية)
- برادي كوربيت على موقع ديسكوغز (الإنجليزية)
- برادي كوربيت على موقع قاعدة بيانات الفيلم (الإنجليزية)